# Kabinett Knilling
Das Kabinett Knilling bildete vom 8. November 1922 bis 1. Juli 1924 die Landesregierung von Bayern.

## Mitglieder
| Amt                           | Name                      | Bild | Partei | Partei    |
| ----------------------------- | ------------------------- | ---- | ------ | --------- |
| Ministerpräsident             | Eugen Ritter von Knilling |      |        | BVP       |
| Äußeres                       | Eugen Ritter von Knilling |      |        | BVP       |
| Justiz                        | Franz Gürtner             |      |        | BMP       |
| Inneres                       | Franz Schweyer            |      |        | BVP       |
| Kultus                        | Franz Matt                |      |        | BVP       |
| Finanzen                      | Wilhelm Krausneck         |      |        | BVP       |
| Soziales                      | Heinrich Oswald           |      |        | BVP       |
| Handel, Industrie und Gewerbe | Wilhelm Ritter von Meinel |      |        | parteilos |
| Landwirtschaft                | Johannes Wutzlhofer       |      |        | BB        |